# Fraternidade Congregacional Internacional
A Fraternidade Congregacional Internacional (International Congregational Fellowship - ICF), é uma associação que reúne denominações congregacionais ao redor do mundo a fim de promover cooperação mútua. 

## História

### Precedente
Em 1891, em Londres, foi fundado Conselho Congregacional Internacional (CCI). Este órgão representou, por muitas décadas, a unidade congregacional em todo o mundo. 
Todavia, no Século XX, a Teologia Liberal e o Ecumenismo se espalharam entre as igrejas congregacionais por todo o mundo. Muitas igrejas congregacionais, em função disso, deixaram a doutrina da inerrância bíblica e também os distintivos do Congregacionalismo. 
Na década de 1960 e 1970, vários grupos congregacionais de todo o mundo se fundiram com grupos presbiterianos e/ou metodistas e/ou anglicanos, formando denominações como a Igreja Evangélica Presbiteriana de Portugal, Igreja Unida na Austrália, Igreja Unida do Canadá, Igreja do Norte da Índia, Igreja do Sul da Índia e Igreja Reformada Unida. 
Em 1970, o CCI, já era formado por várias igrejas unidas, que também eram membros da Aliança das Igrejas Reformadas que mantém o Sistema Presbiteriano (AIRSP). Sendo assim, neste ano, o CCI e AIRSP se fundiram, dando origem à Aliança Mundial de Igrejas Reformadas (AMIR). Em 2010, a AMIR se fundiu como o Conselho Ecumênico Reformado para formar a atual Comunhão Mundial das Igrejas Reformadas (CMIR).

### Formação
Em 1975, congregacionalistas de várias partes do mundo reuniram-se na Chiselhurst no Reino Unido, para discutirem a necessidade e a possibilidade de algum tipo de fraternidade a nível mundial, para substituir a CCI extinta naquela década. Sendo assim, em 1977, a conferência inaugural da ICF foi realizada.
Nos anos seguintes, a organização se expandiu, adicionando uniões e associações congregacionais de todo o mundo. No Século XXI, é a maior fraternidade congregacional do mundo em número de memrbos. 

## Diferenciação da Fraternidade Mundial Evangélica Congregacional
Outra grande organização global de igrejas congregacionais é a Fraternidade Mundial Evangélica Congregacional (FMEC). Essa possui postura mais conservadora e evangélica que a ICF. Enquanto a FMEC exige que seus membros confirmem a inerrância bíblica, a ICF não exige tal compromisso. 
Sendo assim, a maioria dos membros da ICF é também membro da Comunhão Mundial das Igrejas Reformadas.

## Membros
Em 2025, os membros da Fraternidade Congregacional Internacional eram:
| País                                        | Denominação                                            | Número de congregações | Número de membros | Ano       |
| ------------------------------------------- | ------------------------------------------------------ | ---------------------- | ----------------- | --------- |
| África do Sul, Botsuana, Namíbia e Zimbábue | Igreja Congregacional Unida da África Austral          | 1.000                  | 1.500.000         | 2024      |
| África do Sul                               | União das Igrejas Congregacionais na África do Sul     | -                      | -                 | -         |
| Argentina                                   | Igreja Evangélica Congregacional Argentina             | 120                    | 6.000             | 2021      |
| Armênia                                     | Igrejas Congregacionais na Armênia                     | -                      | -                 | -         |
| Austrália e Nova Zelândia                   | Federação Congregacional da Austrália e Nova Zelândia  | 31                     | 2.985             | 2004      |
| Brasil                                      | Igreja Evangélica Congregacional do Brasil             | 375                    | 50.000            | 2010      |
| Coreia do Sul                               | Movimento Puritano Coreano                             | -                      | -                 | -         |
| Estados Unidos                              | Associação Nacional de Igrejas Cristãs Congregacionais | 304                    | 41.582            | 2020      |
| Grécia                                      | Igrejas Congregacionais na Grécia                      | -                      | -                 | -         |
| Guiana                                      | União Congregacional Guiana                            | 40                     | 2.452             | 2006      |
| Índia                                       | Igreja Congregacional da Índia (Maraland)              | 23                     | 5.500             | 2006      |
| Myanmar                                     | Igreja Congregacional de Myanmar                       | -                      | -                 | -         |
| Reino Unido                                 | União dos Galeses Independentes                        | 390                    | 20.000            | 2006      |
| Reino Unido                                 | Federação Congregacional                               | 235                    | 10.883            | 2004      |
| Samoa                                       | Igreja Cristã Congregacional de Samoa                  | 325                    | 70.000            | 2006      |
| Global                                      | Fraternidade Congregacional Internacional              | 2.843                  | 1.709.402         | 2004-2025 |